# 冯熙载
冯熙载（?—?），字彦为，衢州西安（今浙江省衢州市）人。宋徽宗时尚书左丞。
宋徽宗大观元年（1107年）冯熙载中进士。重和元年（1118年）由翰林学士承旨、知制诰兼侍讲除中大夫、尚书左丞，成为宰执。宣和元年（1119年）冯熙载转任中书侍郎。冯熙载想以邂逅的方式与李朴相见，李朴笑道，既然不能见蔡京，就更不能邂逅冯熙载。宣和三年（1121年）十一月，中书侍郎冯熙载，以资政殿学士出知亳州（今安徽省亳州市），提举洞霄宫。之后冯熙载去世，谥号文节，有诗传世。